# 아다이우통 마르칭스 보우장
아다이우통 마르칭스 보우장(Adaílton Martins Bolzan, 1977년 1월 24일~ )은 브라질의 전 축구 선수이다.
브라질과 유럽 클럽에서 활약하였으며 1997년 FIFA 세계 청소년 축구 선수권 대회에서 활약하였다. 조별리그에서 대한민국을 상대로 6골을 넣어 10-3, 16강에서 벨기에를 상대로 10-0이라는 압승을 거두었으나, 8강에서 아르헨티나를 만났을 때는 현재 축구 감독으로 대성한 리오넬 스칼로니의 골로 무너졌다.